# 刘树森
刘树森（1932年—），男，安徽枞阳人，中国动物学家，中国科学院动物研究所研究员、原所长，曾任中国生物化学会常务理事。